# Odontocolon rufum
Odontocolon rufum là một loài tò vò trong họ Ichneumonidae.